# کاخ آقا محمدخان قاجار
کاخ آقامحمدخان قاجار مربوط به اوایل دوره قاجار است و نخستین کاخ این دوره قلمداد می‌شود.
این عمارت تاریخی یکی از با ارزشترین آثار تاریخی شهرستان گرگان است که از آن به عنوان تنها عنصر باقی‌مانده معماری دارالحکومه آقامحمدخان یاد می‌شود.
این کاخ در شهر گرگان، خیابان کاخ، روبروی دبیرستان ایرانشهر واقع شده و این اثر در تاریخ ۱۰ بهمن ۱۳۸۳ با شمارهٔ ثبت ۱۱۲۸۸ به‌عنوان یکی از آثار ملی ایران به ثبت رسیده‌است.

## تاریخچه
این کاخ به وسیله آقامحمدخان قاجار در سال ۱۱۶۵ خورشیدی در باغ معروف به «عباس خانی» در گرگان (استرآباد) بنا شد. سال‌ها پس از آن، پهلوی اول نیز در ۶۰۰ متری این کاخ، کاخ خود را بنا کرد. در سال ۱۰۰۷ هـ. ق طبق دستور شاه عباس اول صفوی زمین‌های این محدوده به قیمت ۴۵ تومان از صاحبان آن جهت احداث دولتخانه خریداری گردید و بناهای متعدد دولتخانه در آن ساخته شد. علاوه بر این، پس از به قدرت رسیدن آقا محمد خان قاجار، این مجموعه، محل اقامت و ستاد جمع‌آوری قوای نظامی وی قرار شد که در آن دوره جزء محله نعلبندان شمرده می‌شد.

## بخش‌ها
این کاخ دارای بخش‌های گوناگون از جمله عمارت دارالعماره، دارالحکومه، عمارت کلاه فرنگی عباس خانی و سلسیان خانی می‌باشد و کلاه فرنگی در غرب آن بود و سرای پذیرایی حاکم استرآباد به حساب می‌آمد. عمارت دارالاماره و دارالحکومه آن معروف و زیبا بود و اکثریت این بناها از سنگ ساخته شده بودند.
همچنین در اطراف کاخ توپ خانه و دیوان خانه هم بوده‌است که در زمان پهلوی اول تخریب شدند.

## معماری و تزئینات
این کاخ قاجاری به دیوانخانه ساری و تخت مرمر تهران شبیه بود و جیمز موریه، جهان‌گردی که تقریباً ۲۰۰ سال پیش، از این کاخ دیدن کرده‌است، از در ورودی بزرگ طلاکاری و نقاشی شده باغ که اکنون اثری از آن بر جای نیست، خبر داده و نوشته جلوی در ورودی، میدانی است که به در اصلی کاخ منتهی می‌شود. از در ورودی راهی کشیده که دو طرف آن را درختان مرکبات کاشته بودند و همه پربار بود. آخرین قسمت این راه به دیوانخانه عالی می‌رسد که دو ستون عظیم چوبی دارد که بر روی آن‌ها نقوشی از قهرمانان قدیم ایران دیده می‌شود.
در دو طرف دیوانخانه اتاق‌های وسیعی است که نقاشی‌های زیبایی دارد. از آنچه موریه توصیف کرده، اکنون خبر چندانی نیست و به جای محوطه پردرخت رو به روی کاخ، سیلوی بزرگ آجرنمایی در حریم بنا و در فاصله ۴ متری آن احداث و سازه بزرگ دیگری نیز در کنار آن در حال ساخت است.
ظاهراً این کاخ، نمای آجری و گچ داشته که به دستور پهلوی اول، روی آن سیمان کشیده شده و با الحاقاتی که به آن اضافه شده، طبیعتاً بنا تغییر شکل پیدا کرده‌است.
این اثر تاریخی دارای ویژگی‌های خاص معماری از جمله پلان مستطیل شکل، دوستون چوبی با سرستون‌های مقرنس کاری شده در ضلع شمالی و جرزهای ضخیم و اندود خارجی سیمان و اندود داخلی گچ در بنا است.

## کاربری حاضر
این کاخ، پیشتر در اختیار نهادی نظامی در استان گلستان بود، ولی با هماهنگی‌ها و توافقاتی که صورت گرفت، قرار بر این شد که برای نخستین‌بار پس از انقلاب اسلامی به شکل کامل مرمت شده و طبق شنیده‌ها به موزه زنان و دفاع مقدس تغییر کاربری داده شود.
- این بنا در سال ۱۳۹۱ شمسی تبدیل به موزه زن شد.[۲]

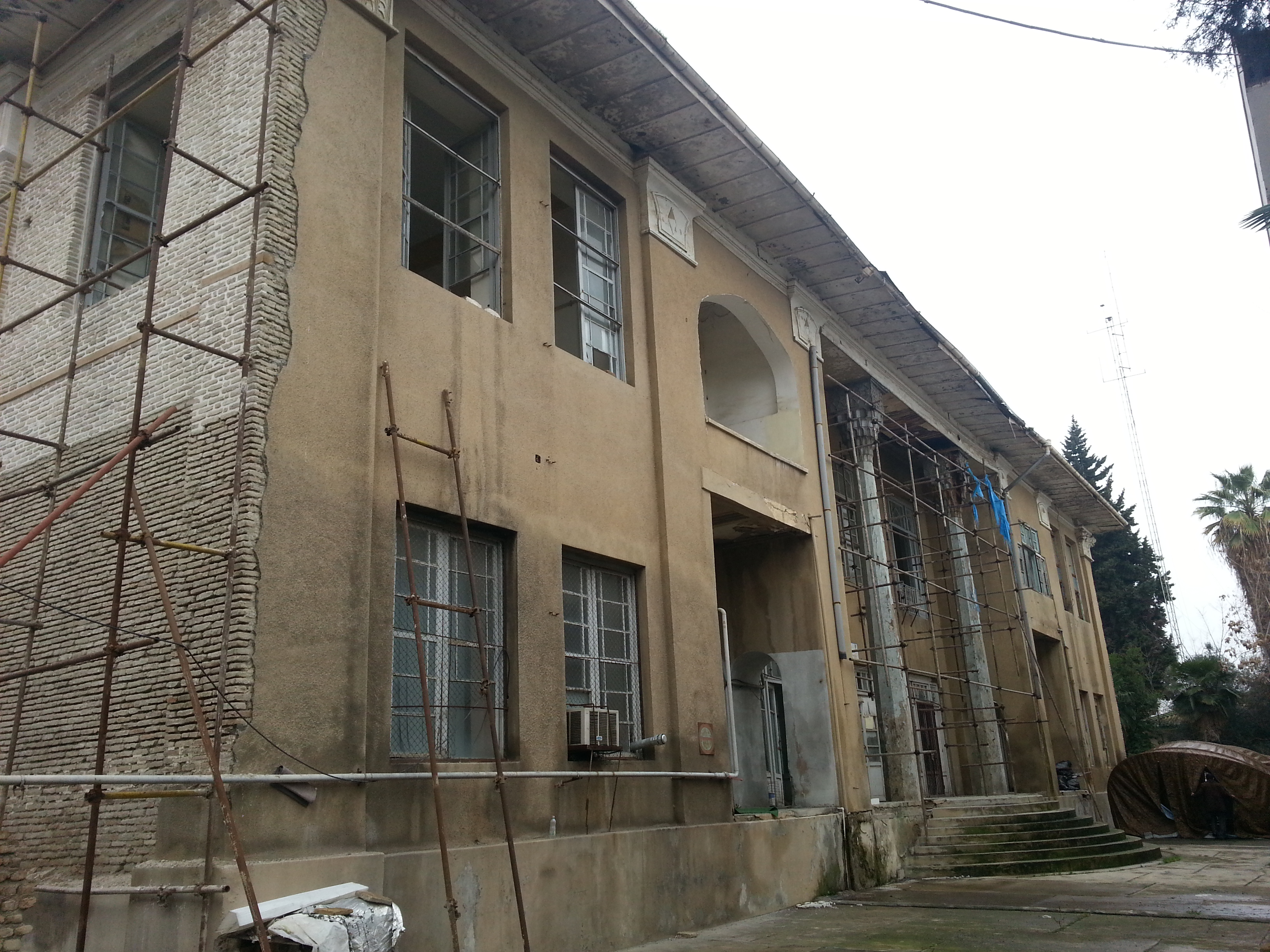
نمایی از ورودی اصلی کاخ

- نمایی از ورودی اصلی کاخهر ساله تعداد زیادی از گردشگرانی که به گرگان سفر می‌کنند، از این بنای تاریخی بازدید و دیدن می‌کنند.[۴]